# Eigamoiya

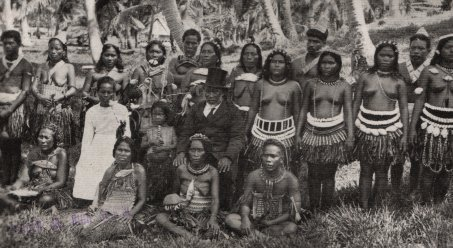
Auweyida und Eigamoiya inmitten ihrer Untertanen

Eigamoiya (* vor 1860; † nach 1915) war eine nauruische Königin und Gemahlin des Königs Auweyida († 1920).

## Leben
Eigamoiya war eine Angehörige der Volksgruppe der Eamwit, die unter den zwölf Stämmen Naurus für lange Zeit die größte und mächtigste war. Als junge Frau wurde sie mit Auweyida, dem damaligen Häuptling von Boe, vermählt. Mit der Einsetzung Auweyidas als König wurde Eigamoiya folgerichtig Königin von Nauru. In den Jahren von 1878 bis 1888 herrschte Stammeskriege zwischen den Stämmen des Nordens und Südens der Insel, denen zahlreiche Angehörige der Inselbevölkerung zum Opfer fielen. Zudem litt die Bevölkerung Naurus unter den Zwistigkeiten zwischen den Kolonialmächten. Königin Eigamoiya gelang es 1888 den Bürgerkrieg beizulegen. Dabei soll sie sich demonstrativ zwischen die zwischen die verfeindeten beiden Seiten gestellt und mit einem Stück Stoff gewedelt haben. Mit dem Eintreffen der Deutschen, die alle Schusswaffen konfiszierten, wurde der Brudermord endgültig beendet.

## Rezeption
Ein Schiff der Nauru Pacific Line, das 1968 in Leith, Schottland, gebaut wurde, wurde nach ihr benannt, was ihren Stellenwert in der nauruischen Geschichte unterstreicht. Dieses Frachtschiff, das den Namen Eigamoiya trug, war über Jahre hinweg in der Region im Einsatz und symbolisierte die maritime Verbindung von Nauru mit der Welt. Es transportierte Fracht zwischen Nauru und verschiedenen Pazifikinseln, bevor es später unter einem neuen Namen weiterbetrieben wurde.